# Gustav Mützel

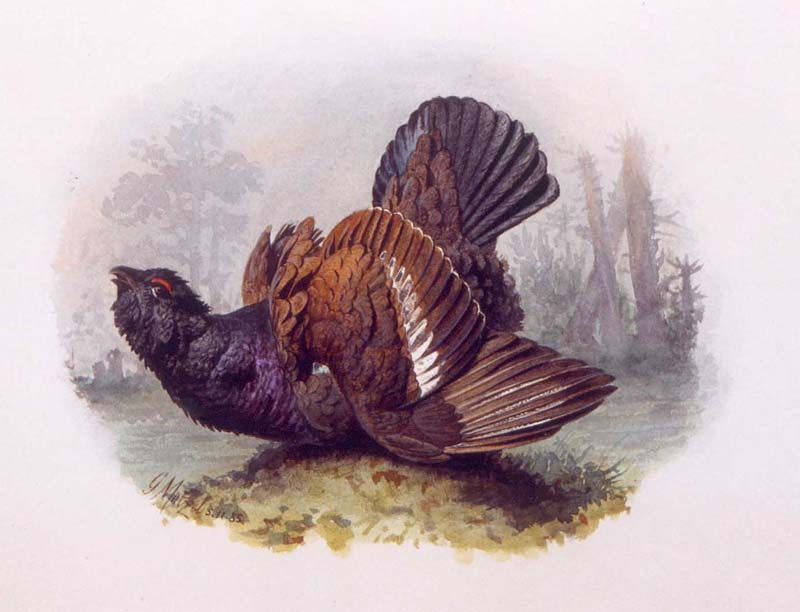
Auerhahn por Mützel

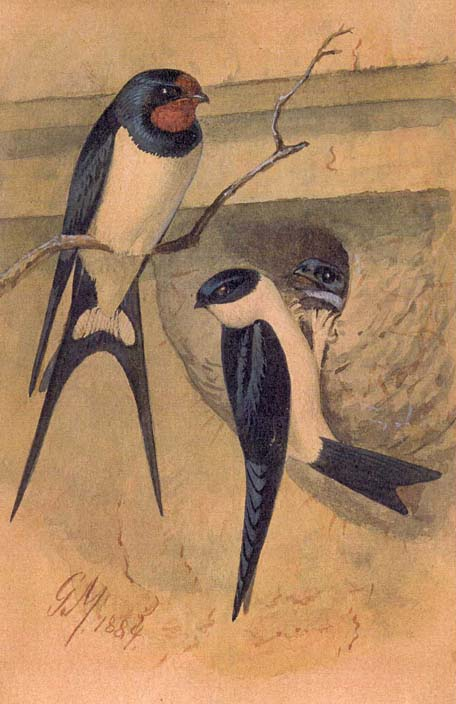
Schwalben por Mützel

Gustav Mützel (7 de diciembre de 1839 - 29 de octubre de 1893) fue un artista alemán, famoso pintor de animales, incluyendo las ilustraciones para la segunda edición de Thierleben, del autor Alfred Edmund Brehm.

## Literatura
- Friedrich von Boetticher. Malerwerke des 19. Jahrhunderts. Ein Beitrag zur Kunstgeschichte. Schmidt & Günther, Leipzig 1941 (Repr. d. Ausg. Dresde 1891-1901)
- Hauffe, Klös. Der Tierillustrator Gustav Mützel. En: Bongo. Zoo-Report Berlin. 26. Jg. (1996) pp. 29-46
- Theodor Kutschmann. Geschichte der deutschen Illustration vom ersten Auftreten des Formschnittes bis auf die Gegenwart. Verlag Jäger, Goslar 1899 (2 vols.)
- J. Müller. Gustav Mützel. Eine biographische Skizze (Nachruf). En: Der Zoologische Garten. 34. Jg. (1893), noviembre, pp. 321-328
- Karl Ruß. Gustav Mützel (Nachruf). En: Die gefiederte Welt. 22. Jg. 1893, pp. 494-495